# Tóth Harsányi Borbála
Tóth Harsányi Borbála (Debrecen, 1946. augusztus 8. –) olimpiai- és világbajnoki bronzérmes kézilabdázó.

## Pályafutása
1967 és 1976 között a magyar válogatottban 156 mérkőzésen lépett pályára, amellyel egy világbajnoki (1971) és egy olimpiai (1976) bronzérmet szerzett. Testvére, Katalin szintén válogatott kézilabdázó.